# 주무

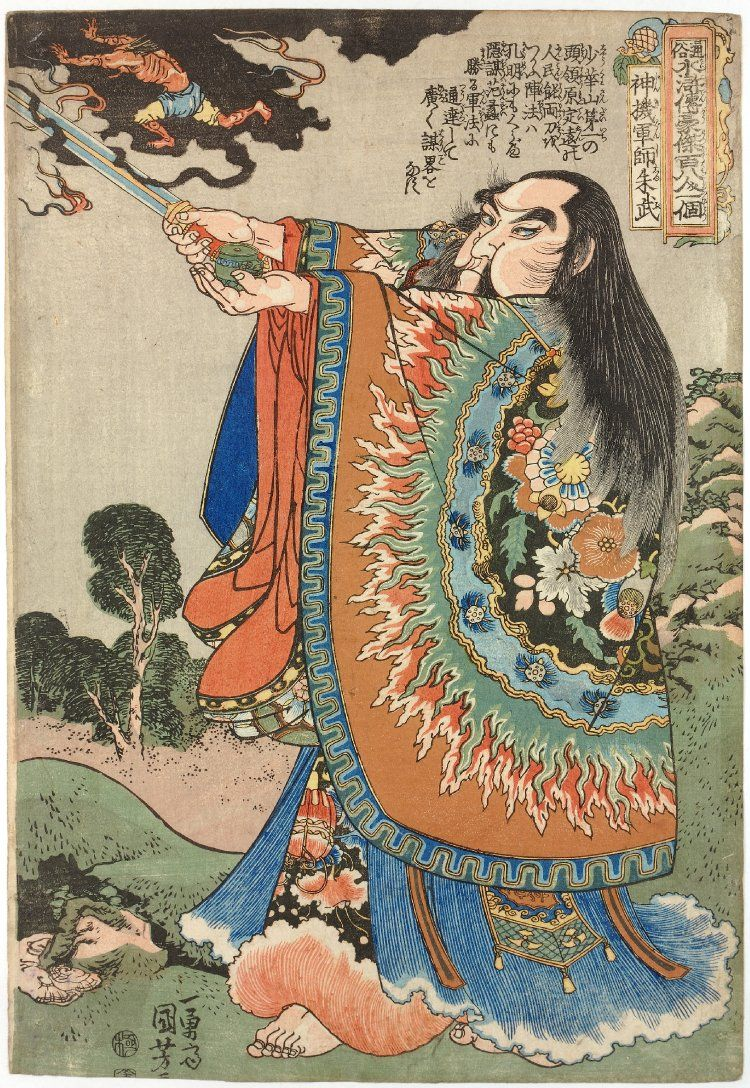

주무(朱武)는 중국의 사대기서(四大奇書) 중 하나인 《수호전》(水滸傳))에 등장하는 인물로, 108성 중 37위이자 지살성(地煞星)의 으뜸인 지괴성(地魁星)에 해당한다. 신의 재주를 가졌다 하여  신기군사(神機軍師)라는 별호로 불리며, 쌍도(雙刀)의 명수이다.

## 생애
진달(陳達), 양춘(楊春)과 의형제를 맺은 뒤 소화산(少華山)의 산적의 두목으로 있었으며, 진달이 사가촌(史家村)을 습격할 계획을 꾸미자 사가촌에 있는 사진(史進)의 소문을 들은 주무는 진달을 만류했다. 하지만 진달은 습격을 강행해 결국 사진에게 붙잡혔고, 주무는 사진의 의협심을 이용해 진달을 구출할 작전을 구상했다. 이후 양춘과 함께 아무런 무기 없이 단 둘이서 사진에게로 가 진달의 석방을 요청하였고, 이들의 의협심에 반해 진달을 석방해 준 사진과 친하게 지냈다. 하지만 이들의 친분이 관원에게 발각되어 결국 관원들과 한바탕 싸움을 벌여 사가촌을 불태웠으며, 주무는 진달, 양춘과 함께 사진을 두령으로 삼으려 했으나 사진은 이를 거부하고 방랑의 길에 나섰다.
그 뒤 전국 방랑을 끝내고 다시 돌아온 사진을 두령으로 맞아들였으며, 이후 사진에게 양산박(梁山泊) 합류를 권유하러 온 노지심(魯智深)과 만났다. 하지만 사진은 화주(華州)의 태수(太守)에게 붙잡혀 있어서 노지심 등 양산박의 호걸들과 함께 사진을 구출했으며, 이후 사진, 양춘, 진달과 함께 양산박으로 들어갔다.
108성 집결 이후에는 오용(吳用)과 공손승(公孫勝)을 보좌하고 군무 및 기밀을 담당하는 부군사(副軍師)로 임명되었으며, 오용에 비해 진형(陣形)에 대한 지식이 뛰어나 적장이 쓰는 진형을 잇달아 간파했다. 방랍(方臘)의 난을 평정한 뒤 양산박 군이 해산한 이후에는 무혁랑(武奕郞) · 도통령(都統領)에 천거되었으나, 이를 거부하고 번서(樊瑞)에게 도술을 배운 뒤 공손승에게 입문했다.